# Ясмина Тиньїч
Ясмина Тиньїч (нар. 27 лютого 1991) — колишня боснійська тенісистка.
Найвищу одиночну позицію світового рейтингу — 236 місце досягла 23 вересня 2013, парну — 236 місце — 29 травня 2017 року.
Здобула 4 одиночні та 12 парних титулів туру ITF.

## Фінали ITF
| турніри $50,000 |
| турніри $25,000 |
| турніри $15,000 |
| турніри $10,000 |

### Одиночний розряд (4–6)
| Результат | Ранг | Дата            | Місце                   | Покриття   | Суперниця               | Рахунок       |
| --------- | ---- | --------------- | ----------------------- | ---------- | ----------------------- | ------------- |
| Поразка   | 1.   | 2 червня 2008   | Градо, Італія           | Ґрунт      | Патріція Майр-Ахлайтнер | 4–6, 6–7      |
| Перемога  | 2.   | 10 січня 2011   | Глазго, Велика Британія | Тверде     | Наомі Броді             | 6–2, 6–2      |
| Перемога  | 3.   | 21 березня 2011 | Наманган, Узбекистан    | Тверде     | Катерина Бичкова        | 7–6, 2–6, 7–6 |
| Перемога  | 4.   | 13 лютого 2012  | Рабат, Марокко          | Ґрунт      | Кірстен Фліпкенс        | 7–6, 2–6, 7–5 |
| Поразка   | 5.   | 12 березня 2012 | Анталія, Туреччина      | Ґрунт      | Ана Савич               | 0–6, 4–6      |
| Поразка   | 6.   | 4 червня 2012   | Злін, Чехія             | Ґрунт      | Марія Тереса Торро Флор | 1–6, 6–1, 1–6 |
| Поразка   | 7.   | 11 лютого 2013  | Анталія, Туреччина      | Ґрунт      | Йована Якшич            | 2–5 ret.      |
| Поразка   | 8.   | 24 червня 2013  | Крістінегамн, Швеція    | Ґрунт      | Данка Ковинич           | 1–6, 5–7      |
| Поразка   | 9.   | 2 лютого 2014   | Анталія, Туреччина      | Ґрунт      | Світлана Пироженко      | 3–6, 1–6      |
| Перемога  | 10.  | 22 лютого 2014  | Гельсінгборг, Швеція    | Тверде (i) | Ребекка Петерсон        | 6–1, 6–0      |

### Парний розряд (12–8)
| Результат | Ранг | Дата            | Місце                           | Покриття   | Партнерка          | Суперниці                              | Рахунок             |
| --------- | ---- | --------------- | ------------------------------- | ---------- | ------------------ | -------------------------------------- | ------------------- |
| Перемога  | 1.   | 15 березня 2010 | Ам'єн, Франція                  | Ґрунт      | Ефрат Мішор        | Шеразад Рей Алізе Лім                  | 7–6, 5–7, [10–5]    |
| Поразка   | 2.   | 10 січня 2011   | Глазго, Велика Британія         | Тверде     | Теодора Мирчич     | Ізабелла Шинікова Ульрікке Ейкері      | 4–6, 4–6            |
| Перемога  | 3.   | 4 червня 2012   | Злін, Чехія                     | Ґрунт      | Елиця Костова      | Тельяна Перейра Вероніка Сепеде Ройг   | 4–6, 6–1, [10–8]    |
| Перемога  | 4.   | 3 червня 2013   | Агри, Туреччина                 | Килим      | Меліс Сезер        | Чагла Бююкакчай Пемра Озген            | 6–4, 3–6, [10–8]    |
| Поразка   | 5.   | 10 червня 2013  | Стамбул, Туреччина              | Тверде     | Башак Ерайдин      | Іпек Сойлу Меліс Сезер                 | 4–6, ret.           |
| Поразка   | 6.   | 23 лютого 2014  | Гельсінгборг, Швеція            | Тверде (i) | Ольга Янчук        | Корнелія Лістер Лісанне ван Ріт        | 4–6, 3–6            |
| Поразка   | 7.   | 8 червня 2015   | Баня-Лука, Боснія і Герцеговина | Ґрунт      | Николина Йович     | Аніта Гусарич Летісія Сарразен         | 2–6, 0–6            |
| Перемога  | 8.   | 10 січня 2016   | Анталія, Туреччина              | Ґрунт      | Настя Колар        | Юлія Грабер Анна Словакова             | 7–6(5), 3–6, [10–6] |
| Поразка   | 9.   | 30 травня 2016  | Мадрид, Іспанія                 | Ґрунт      | Андреа Роголт      | Марсела Сакаріас Рената Сарасуа        | 4–6, 4–6            |
| Перемога  | 10.  | 11 липня 2016   | Оломоуць, Чехія                 | Ґрунт      | Ема Бургич-Буцко   | Катаріна Ленерт Анастасія Шошина       | 7–5, 6–3            |
| Перемога  | 11.  | 29 січня 2017   | Анталія, Туреччина              | Ґрунт      | Дія Евтімова       | Таїсія Мордергер Яна Мордергер         | 6–4, 6–7(4), [10–5] |
| Перемога  | 12.  | 4 лютого 2017   | Анталія, Туреччина              | Ґрунт      | Дія Евтімова       | Таїсія Мордергер Яна Мордергер         | 2–6, 6–3, [10–8]    |
| Поразка   | 13.  | 19 березня 2017 | Анталія, Туреччина              | Ґрунт      | Дія Евтімова       | Анастасія Фролова Альона Тарасова      | 5–7, 1–6            |
| Перемога  | 14.  | 9 квітня 2017   | Іракліон, Греція                | Ґрунт      | Настя Колар        | Тамара Чурович Каміла Джангреко Кампіс | 6–1, 6–1            |
| Перемога  | 15.  | 6 травня 2017   | Ла-Марса, Туніс                 | Ґрунт      | Катажина Кава      | Деа Герджелаш Тереза Мрдежа            | 7–5, 6–4            |
| Перемога  | 16.  | 6 серпня 2017   | Стамбул, Туреччина              | Ґрунт      | Дія Евтімова       | Тіхіро Мурамацу Меліс Сезер            | 6–4, 6–2            |
| Перемога  | 17.  | 10 вересня 2017 | Анталія, Туреччина              | Ґрунт      | Фанню Естлунд      | Ганна Яковлєва Гюльнара Назарова       | 6–1, 6–2            |
| Перемога  | 18.  | 22 жовтня 2017  | Пула, Італія                    | Ґрунт      | Ганна Позніхіренко | Таїсія Мордергер Яна Мордергер         | 6–4, 6–3            |
| Поразка   | 19.  | 15 грудня 2017  | Анталія, Туреччина              | Ґрунт      | Елені Кордолаймі   | Марина Чернишова Аліна Силич           | 3–6, 7–6(3), [8–10] |
| Поразка   | 20.  | 27 січня 2018   | Шарм-еш-Шейх, Єгипет            | Тверде     | Берфу Дженгіз      | Джейд Льюїс Ерін Рутліфф               | 1–6, 7–5, [10–12]   |